# روكو روك
روكو روك (بالإنجليزية: Rocco Rock)‏ (1 سبتمبر 1953 في الولايات المتحدة - 21 سبتمبر 2002 بنيوجيرسي في الولايات المتحدة) هو مدير ومصارع محترف وملاكم أمريكي.

## روابط خارجية
- روكو روك على موقع IMDb (الإنجليزية)
- روكو روك على موقع قاعدة بيانات الفيلم (الإنجليزية)
- روكو روك على موقع WrestlingData.com (الإنجليزية)
- روكو روك على موقع CageMatch worker (الإنجليزية)
- روكو روك على موقع قاعدة بيانات المصارعة على الإنترنت (الإنجليزية)
- روكو روك على موقع قاعدة بيانات المصارعة على الإنترنت (الإنجليزية)
- روكو روك على موقع عالم المصارعة على الإنترنت (الإنجليزية)